# Al Cel

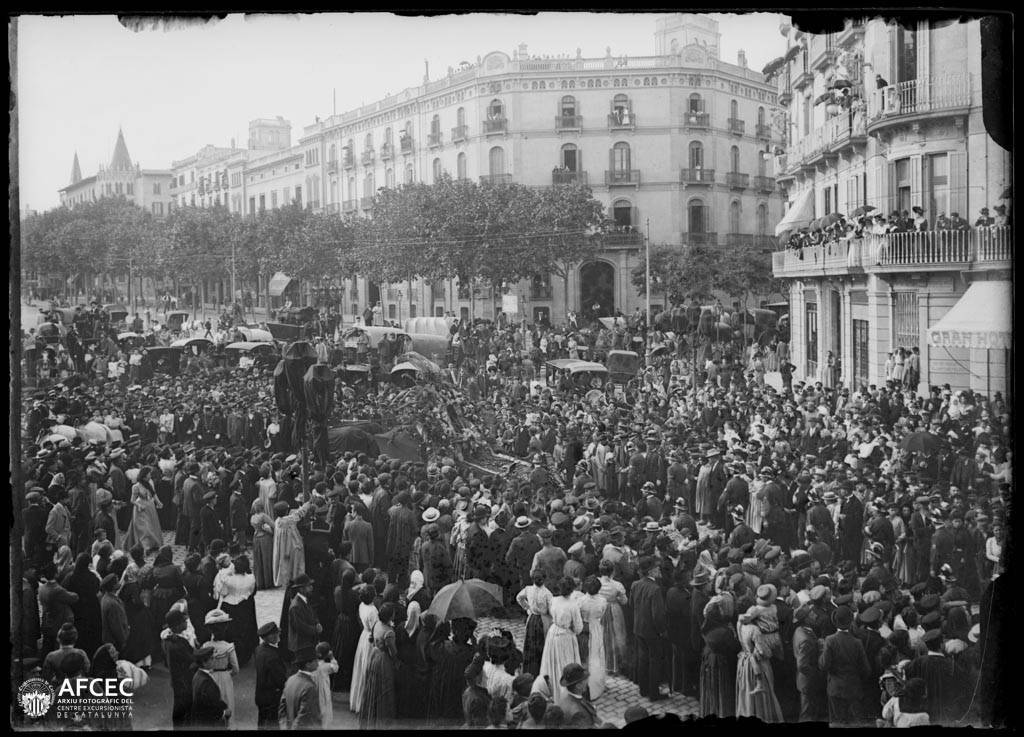
El poema Ales, un dels darrers del poemari, van ser una de les obres que van propiciar la mitificació de Verdaguer que es va traduir amb un multitudinari enterrament.

Al Cel és un llibre poemes de Jacint Verdaguer escrit el 1896 i publicat pòstumament el 1903. Està format per 35 poemes, dedicatòria i pròleg. És una aproximació al cel des del punt de vista escatològic, teològic i també astronòmic.

## Contingut
El poeta mostra al llibre dades de la ciència astrològica del seu temps al costat d'elements del folklore, de la teologia catòlica, de la pròpia observació, i de fets casolans, tot plegat amb una gran intensitat lírica i mística. El pròleg conté una prosa depurada, musical i suggestiva de la darrera època de l'escriptor.
Segons l'autor cal llegir Al Cel com "la segona part de les Flors del Calvari, germà d'aquelles aspres queixes i fill d'aquelles penes i dolors". No obstant el poeta fa un pas més. Transforma les firugres retòriques sofisticades per mostrar el dolor per un desig d'elevació per sobre de les misèries de la condició humana a través de la poesia i la fe cristiana.
Per a fer-ho, troba solucions estilístiques en els nous corrents poètics de l'època. A Catalunya havia entrat el prerrafaelisme confós amb el decadentisme o el simbolisme. En aquest sentit Verdaguer probablement coneixia textos de Joan Maragall, joves antimodernistes declarats, Raimon Casellas, Rusiñol, Apel·les Mestres, Riquer, Adrià Gual, Massó i Torrents o Emili Guanyavents.
En aquesta renovació estilística del llenguatge poètic destaca també una imatgeria àmplia pròpia del decorativisme amb joes, pedres precioses, flors, fulles, ocells, instruments musicals, estanys o àngels. Per exemple s'ha dit que La nit i el dia recorda les pintures de Rossetti, Gustave Moreau, Burne-Jones, Riquer o Mucha.

## Context
Tot i que es publicà pòstumament, Verdaguer havia deixat el volum perfectament enllestit i apunt de publicar quan va morir, el 1902. L'any següent va aparèixer a la revista “Pèl & Ploma”, i es publicà el 1905. Però havia estat escrit anys abans, el 1896, en el pitjor moment del poeta, quan se sentia traït, ignorat i abandonat per amics i escriptors.
Un dels elements claus en l'inici de la mitificació de Verdaguer va ser la lectura del poema Ales, que és el darrer del llibre Al Cel, el 3 de maig de 1903 a Llotja, segons el costum de llegir composicions dels mestres en gai saber morts durant l'any. També s'hi feren parlaments exalçant la figura de l'escriptor. El poema havia aparegut publicat primer a la premsa, a Pèl & Ploma, i després al volum dels Jocs Florals del 1903. El procés de mitificació o homenatge seguí durant els Jocs Florals de Barcelona.